# Joseph Schechtman
Joseph Boris Schechtman (* 6. September 1891 in Odessa; † 1. März 1970 in New York City) war ein russischer Journalist  und Sozialwissenschaftler. Er arbeitete zunächst im Auftrag zionistischer Organisationen und verfasste, nachdem er 1941 in die USA gelangt war, Studien zu den Bevölkerungsverschiebungen im Europa während und kurz nach dem Zweiten Weltkrieg, die als Pionierarbeiten und Standardwerke anerkannt werden.

## Leben
Schechtman studierte zwischen 1911 und 1915 Recht an der Friedrich-Wilhelms-Universität in Berlin und der Neurussischen Universität in Odessa. Zugleich arbeitete er als Berlin-Korrespondent der Wochenzeitung Rassviet. Bereits seit 1915 unterstützte er Wladimir Zeev Jabotinsky und dessen revisionistischen Zionismus. 1917 wurde er in das Parlament der Volksrepublik Ukraine, die Zentralna Rada, gewählt und wurde dort Mitglied des jüdischen nationalen Sekretariats. Er gehörte auch dem Allukrainischen Zionistischen Zentralkomitee an, ohne dass viel über seine Tätigkeiten während der ukrainischen Revolution bekannt wäre. Im Parlament engagierte er sich nicht zuletzt gegen antijüdische Pogrome und schlug vor, jüdische Einheiten zur Selbstverteidigung aufzustellen.
Von 1919 bis 1920 arbeitete Schechtman für die Prodput, eine Kooperative der Eisenbahnarbeiter. Er sah sich indes vor allem als Journalist und entschloss sich während der Herrschaft der Bolschewiki, das Land zu verlassen. Über Bessarabien ging er zunächst nach Deutschland.
1927 verfasste Schechtman gemeinsam mit Leo Motzkin eine Studie über antijüdische Pogrome in der Ukraine und veröffentlichte 1932 einen Band für eine geplante mehrbändige Geschichte der ukrainischen Pogrome. Im selben Jahr zog Schechtman nach Warschau, wo er bei der jiddischen Zeitung Der Moment arbeitete und zwischen 1936 und 1939 als Botschafter Jabotinskys agierte. Dabei verhandelte er mit der polnischen Regierung über die „Evakuierung“ von 1,5 Millionen Juden aus Polen und über eine internationale Konferenz zur Lösung der Frage jüdischer Ansiedlung außerhalb Europas. Ziel war es, über Polen Druck auf die britische Regierung auszuüben, damit diese eine großangelegte Ansiedlung von Juden in Palästina gestatte. Schechtman musste sich dabei gegenüber Vorwürfen verteidigen, man wolle das jüdische Leben in Europa zerstören. Im Juni 1939 ging er nach Frankreich und von dort 1941 in die USA, wo er bis zu seinem Tod 1970 bleiben sollte.
In den USA begründete Schechtman das Research Bureau on Population Movements und begann mit der Arbeit an einer Studie über Bevölkerungsbewegungen in Europa. Mit der Unterstützung des Office of Strategic Services (OSS), des American Jewish Congress und des International Labor Office schloss er 1942 die Arbeit an einem ersten Band über von den Nationalsozialisten 1939 bis 1941 organisierten Umsiedlungen („Heim ins Reich“) ab. Er arbeitete 1944/45 als Analyst für den OSS. Schechtmans schließlich 1946 veröffentlichtes Hauptwerk European Population Transfers 1939–1945 gilt immer noch als eine der gründlichsten Arbeiten zum Thema Zwangsmigration. Nach dem Ende des Zweiten Weltkriegs reiste Schechtman nach Polen, um die Vertreibung der Deutschen vor Ort zu untersuchen.
Schechtman befürwortete Bevölkerungsverschiebungen und Zwangsmigrationen in Europa als eine mögliche Lösung von Minderheitenproblemen. In einer Broschüre über Population Transfers in Asia schlug er einen Bevölkerungsaustausch zwischen palästinensischen Arabern und irakischen Juden vor. Die israelische Regierung beauftragte Schechtman mit Studien zur Situation der Juden in den arabischen und muslimischen Ländern. In den folgenden Jahren widmete sich Schechtman aber vor allem seiner zweibändigen Biographie Jabotinskys.

## Schriften
- Evrei i ukraintsy. 2. Auflage. Izd. "Kineret", [Odessa] 1917.
- Di Idishe aṿṭonomye. Un der natsionaler seḳreṭaryaṭ in Uḳraine : maṭeryaln un doḳumenṭn. [S.n.], Ḳiyeṿ 1920.
- und I. M. Cherikover: Di geshikhṭe fun der pogrom-baṿegung in Uḳrayne, 1917-1921. Mizraḥ-yidishn hisṭorishn Arkhiṿ, Berlin 1923–1932.
- und Meir Grossmann: Das revisionistische Aufbauprogramm. Zentralbuero der Union der Zionisten-Revisionisten, Paris 1929.
- mit Vladimir Jabotinsky und I. Klinov: Der nayer ṿeg. "Rassviet", Paris 1926-.
- und Leo Motzkin: The pogroms in the Ukraine under the Ukrainian governments, 1917-1920. Historical survey with documents. [S.n.], [London] 1927.
- Ṿer iz faranṭṿorṭlikh far di pogromen in Uḳrayne. Loyṭ naye niṭ farefnṭlikhṭe maṭeryaln un doḳumenṭn. [S.n.], Pariz 1927.
- Die jüdische Irridenta. Transjordanien u. Palaestina. [s. n.], [s. l.] 1929.
- Pogromy dobrovolcheskoi armii na Ukraine. (K istorii antisemitizma na Ikraine v 1919-1920 gg.) So vstupitelnoi statei I.M. Cherikovera. Ostjüdisches Historisches Archiv, Berlin 1932.
- Judenstaats-Zionismus. Grundsätze des Revisionismus. Union der Zionisten-Revisionisten, Praha 1933.
- Selbstliquidation der Diaspora. [S.n.], London 1937.
- Transjordanien im Bereiche des Palästinamandates. Glanz, Wien 1937.
- Territorialistische Illusionen. Suomen Sionistiliitto, Helsinki 1939.
- Jews in German-occupied Soviet territory. Union of Russian Jews, New York 1944.
- The option clause in the Reich's treaties on the transfer of population. [S.n.], Washington, D.C 1944.
- Di Yidishe minoriṭeṭ in Iraḳ. O. fg., [New York] 1945.
- European population transfers: 1939 - 1945. Oxford Univ. Pr, New York 1946.
- The elimination of German minorities in southeastern Europe., [N.p.] 1946?
- Population transfers in Asia. Hallsby Press, New York 1949.
- Exodus from Iraq. United Palestine Appeal, New York 1950.
- Like a tree which bears no fruit;. A report on Oriental Jewry. United Palestine Appeal, New York 1951.
- The Jews of Aden. Conference on Jewish Relations, New York 1951.
- The Arab refugee problem. Philosophical Library, New York 1952.
- The repatriation of Yemenite Jewry. Conference on Jewish Relations, New York 1952.
- Minorities in the Arab world., [Washington] 1953.
- Rebel and statesman. The Vladimir Jabotinsky story ; the early years. Yoseloff, New York 1956.
- Fighter and prophet. The last years. Yoseloff, New York, NY 1961.
- On wings of eagles. The plight, exodus, and homecoming of Oriental Jewry. T.Yoseloff, New York 1961.
- Star in eclipse. Russian Jewry revisited. T. Yoseloff, New York 1961.
- Postwar population transfers in Europe. 1945 - 1955. Univ. of Pennsylvania Press, Philadelphia, Pa 1962.
- The refugee in the world. Displacement and integration. Barnes [u. a.], New York 1963.
- The Mufti and the Fuehrer;. The rise and fall of Haj Amin el-Husseini. T. Yoseloff, New York 1965.
- The United States and the Jewish State movement. The crucial decade: 1939-1949. Herzl Pr, New York 1966.
- Zionism and Zionists in Soviet Russia. Greatness and drama. Zionist Organization of America, New York, NY 1966.
- und Yehuda Benari: History of the revisionist movement. Hadar, Tel-Aviv 1970.